# Conde de Sortelha
O título de Conde de Sortelha foi criado por carta de 22 de Julho de 1527 do rei D. João III de Portugal a favor de D. Luís da Silveira.
Três pessoas usaram o título:

## Titulares
1. D. Luís da Silveira, 1.º Conde de Sortelha
2. D. Diogo da Silveira, 2.º Conde de Sortelha
3. D. Luís da Silveira, 3.º Conde de Sortelha

O título encontra-se extinto, contudo, não sendo pretendente, D. José Maria da Piedade de Lancastre e Távora, 11º Marquês de Abrantes (1960-) é o representante desta família nos tempos que correm.
Muitas outras famílias descenderam do 3.º Conde de Sortelha, como os Marqueses de Fronteira e Alorna ou a descendência do 1.º Marquês da Ribeira Grande, entre outras Famílias.
Do 2.º Conde da Sortelha descenderam muitas outras famílias distintas, como a dos condes da Calheta, condes de Castelo Melhor, Condes de Rio Maior, etc.